# Mengkukuo
Mengkukuo neboli Meng-ťiang byla autonomní oblast ve Vnitřním Mongolsku fungující pod čínskou svrchovaností a japonskou kontrolou. Území se skládalo z tehdejších čínských provincií Chahar a Suiyuan, hlavním městem byl Kalgan a vládce byl Demčigdonrov.

## Historie

### Vznik a fungování

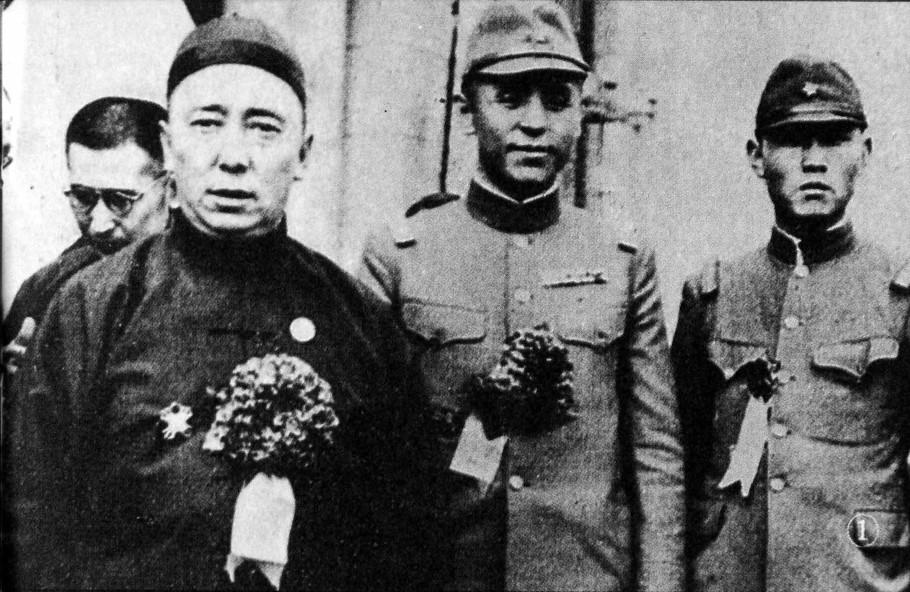
Demčigdonrov s Japonci (druhý zleva)

Po japonském záboru Mandžuska v roce 1931 vzniklo v ostatní Číně politické napětí a prohloubila se stávající anarchie. Značná část Číny se dostala, nebo již byla, pod kontrolu vojenských velitelů. Mengkukuo čili Meng-ťiang vznikl 12. května 1936 jako Vojenská vláda Vnitřního Mongolska. Od roku 1939 se postupně formálně dostávala pod vedení čínských kolaborantů s Japonskem. V roce 1940 vznikla v Nankingu tzv. Reorganizovaná národní vláda Čínské Republiky čili režim Wang Ťing-weje, poté se Meng-ťiang dostal pod jeho kontrolu, ale až do konce své existence si zachovával poměrně širokou autonomii.

### Zánik
Roku 1945 dobyla Vnitřní Mongolsko sovětská a mongolská armáda v rámci Operace Srpnová bouře.

## Vojenské aktivity
Fungovala zde domorodá armáda, tzv. Armáda Vnitřního Mongolska nebo Národní armáda Meng-ťiangu, a to jako součást Kwantungské armády. Tato armáda disponovala pistolemi, puškami, samopaly, kulomety (např. československý lehký kulomet vz. 26), minomety, děly a protileteckými kanóny. Během své existence měla k disposici od 4 do 10 tisíc mužů. Naopak nedisponovala tanky a těžšími zbraněmi. Většinu armády tvořilo jezdectvo s koňmi a velbloudy.

## Diplomatické a civilní aktivity
Stejně jako většina států vzniklých za podpory Japonska byl Meng-ťiang na něm závislý a diplomatické tahy byly většinou pod taktovkou Japonska a od roku 1940 pod vedením čínských kolaborantů. Vláda tiskla vlastní peníze a poštovní známky prostřednictvím Japonci ustavené Banky Meng-ťiangu a měla značné rezervy železa.